# Ctenophthalmus lushuiensis
Ctenophthalmus lushuiensis är en loppart som beskrevs av Gong Zhengda et Huang Wenli 1992. Ctenophthalmus lushuiensis ingår i släktet Ctenophthalmus och familjen mullvadsloppor. Inga underarter finns listade i Catalogue of Life.